# Ballekatte, Turuvekere
Ballekatte là một làng thuộc tehsil Turuvekere, huyện Tumkur, bang Karnataka, Ấn Độ.